# Natação nos Jogos Olímpicos de Verão de 1988 - 400 m livre masculino
A competição dos 400 metros livre masculino da natação nos Jogos Olímpicos de Verão de 1988 foi disputada no dia 23 de setembro no  Jamsil Indoor Swimming Pool em Seul, Coreia do Sul.

## Medalhistas
| Ouro   | GDR Uwe Daßler       |
| Prata  | AUS Duncan Armstrong |
| Bronze | POL Artur Wojdat     |

## Recordes
Antes desta competição, os recordes mundiais e olímpicos da prova eram os seguintes:
| Tipo | Atleta               | Tempo   | Local                       | Data                |
| ---- | -------------------- | ------- | --------------------------- | ------------------- |
|      | Artur Wojdat (POL)   | 3:47.38 | Orlando, Estados Unidos     | 25 de março de 1988 |
|      | Thomas Fahrner (FRG) | 3:50.91 | Los Angeles, Estados Unidos | 2 de agosto de 1984 |

Os seguintes recordes mundiais ou olímpicos foram estabelecidos durante esta competição:
| Data           | Evento         | Atleta                   | Tempo   | Notas            |
| -------------- | -------------- | ------------------------ | ------- | ---------------- |
| 23 de setembro | Eliminatória 5 | POL Mariusz Podkościelny | 3:49.51 | Recorde olímpico |
| 23 de setembro | Final A        | GDR Uwe Daßler           | 3:46.95 | Recorde mundial  |

## Resultados

### Eliminatórias
Regra: Os oito nadadores mais rápidos avançam à final A (Q), enquanto os oito seguintes, à final B (q).
Nota: Todos os oito classificados à final nadaram abaixo do recorde olímpico.
| Pos. | Raia | Nadador              | CON                        | Tempo   | Notas |
| ---- | ---- | -------------------- | -------------------------- | ------- | ----- |
| 1    | 5    | Mariusz Podkościelny | POL Polônia                | 3:49.51 | Q,    |
| 2    | 5    | Stefan Pfeiffer      | FRG Alemanha Ocidental     | 3:49.52 | Q     |
| 3    | 7    | Artur Wojdat         | POL Polônia                | 3:49.68 | Q     |
| 4    | 7    | Uwe Daßler           | GDR Alemanha Oriental      | 3:49.90 | Q     |
| 5    | 6    | Kevin Boyd           | GBR Grã-Bretanha           | 3:50.01 | Q     |
| 6    | 6    | Anders Holmertz      | SWE Suécia                 | 3:50.06 | Q     |
| 7    | 7    | Duncan Armstrong     | AUS Austrália              | 3:50.64 | Q     |
| 8    | 6    | Matt Cetlinski       | USA Estados Unidos         | 3:50.82 | Q     |
| 9    | 6    | Ian Brown            | AUS Austrália              | 3:51.09 | q     |
| 10   | 5    | Rainer Henkel        | FRG Alemanha Ocidental     | 3:51.50 | q, WD |
| 11   | 7    | Dan Jorgensen        | USA Estados Unidos         | 3:52.64 | q     |
| 12   | 6    | Giorgio Lamberti     | ITA Itália                 | 3:53.29 | q, WD |
| 13   | 5    | Valter Kalaus        | HUN Hungria                | 3:53.44 | q     |
| 14   | 5    | Jörg Hoffmann        | GDR Alemanha Oriental      | 3:53.78 | q     |
| 15   | 6    | Carlos Scanavino     | URU Uruguai                | 3:54.86 | q     |
| 16   | 4    | Salvador Vassallo    | PUR Porto Rico             | 3:55.30 | q     |
| 17   | 7    | Turlough O'Hare      | CAN Canadá                 | 3:55.35 | q     |
| 18   | 6    | Zoltán Szilágyi      | HUN Hungria                | 3:56.29 | q     |
| 19   | 7    | Roberto Gleria       | ITA Itália                 | 3:56.33 |       |
| 20   | 5    | Darjan Petrič        | YUG Iugoslávia             | 3:56.94 |       |
| 21   | 4    | Henrik Jangvall      | SWE Suécia                 | 3:57.41 |       |
| 22   | 4    | Daniel Serra         | ESP Espanha                | 3:57.46 |       |
| 23   | 5    | Cristiano Michelena  | BRA Brasil                 | 3:57.79 |       |
| 24   | 4    | Tony Day             | GBR Grã-Bretanha           | 3:57.91 |       |
| 25   | 4    | Alberto Bottini      | SUI Suíça                  | 3:57.92 |       |
| 26   | 5    | Gary Vandermeulen    | CAN Canadá                 | 3:57.99 |       |
| 27   | 7    | Aleksandr Bazhanov   | URS União Soviética        | 3:58.74 |       |
| 28   | 3    | Igor Majcen          | YUG Iugoslávia             | 3:58.90 |       |
| 29   | 7    | Jean-Marie Arnould   | BEL Bélgica                | 3:59.91 |       |
| 30   | 6    | Franck Iacono        | FRA França                 | 4:00.04 |       |
| 31   | 4    | Claus Christensen    | DEN Dinamarca              | 4:00.46 |       |
| 32   | 4    | Yoshiyuki Mizumoto   | JPN Japão                  | 4:02.02 |       |
| 33   | 3    | David Castro         | BRA Brasil                 | 4:02.48 |       |
| 34   | 3    | Ignacio Escamilla    | MEX México                 | 4:03.16 |       |
| 35   | 3    | Carlos Romo          | MEX México                 | 4:04.02 |       |
| 36   | 3    | Jeffrey Ong          | MAS Malásia                | 4:04.57 |       |
| 37   | 3    | Ragnar Guðmundsson   | ISL Islândia               | 4:05.12 |       |
| 38   | 4    | Shigeo Ogata         | JPN Japão                  | 4:05.68 |       |
| 39   | 3    | Yang Wook            | KOR Coreia do Sul          | 4:05.81 |       |
| 40   | 2    | Wu Ming-hsun         | TPE Taipé Chinês           | 4:06.66 |       |
| 41   | 2    | Jonathan Sakovich    | GUM Guam                   | 4:06.89 |       |
| 42   | 3    | Kwon Soon-kun        | KOR Coreia do Sul          | 4:08.02 |       |
| 43   | 2    | Richard Sam Bera     | INA Indonésia              | 4:08.70 |       |
| 44   | 2    | Desmond Koh          | SIN Singapura              | 4:15.54 |       |
| 45   | 2    | Arthur Li Kai Yien   | HKG Hong Kong              | 4:18.50 |       |
| 46   | 2    | Julian Bolling       | SRI Sri Lanka              | 4:18.88 |       |
| 47   | 1    | Bassam Al-Ansari     | UAE Emirados Árabes Unidos | 4:39.36 |       |
| 48   | 1    | Émile Lahoud         | LIB Líbano                 | 4:47.09 |       |
| 49   | 1    | Mohamed Bin Abid     | UAE Emirados Árabes Unidos | 4:47.28 |       |

### Finais

#### Final B
| Pos. | Raia | Nadador           | CON                   | Tempo   | Notas |
| ---- | ---- | ----------------- | --------------------- | ------- | ----- |
| 9    | 6    | Jörg Hoffmann     | GDR Alemanha Oriental | 3:52.13 |       |
| 10   | 3    | Valter Kalaus     | HUN Hungria           | 3:53.24 |       |
| 11   | 1    | Turlough O'Hare   | CAN Canadá            | 3:54.33 |       |
| 12   | 2    | Carlos Scanavino  | URU Uruguai           | 3:54.36 |       |
| 13   | 4    | Ian Brown         | AUS Austrália         | 3:54.63 |       |
| 14   | 5    | Dan Jorgensen     | USA Estados Unidos    | 3:55.34 |       |
| 15   | 7    | Salvador Vassallo | PUR Porto Rico        | 3:55.39 |       |
| 16   | 8    | Zoltán Szilágyi   | HUN Hungria           | 3:56.00 |       |

#### Final A
| Pos.              | Raia | Nadador              | CON                    | Tempo   | Notas              |
| ----------------- | ---- | -------------------- | ---------------------- | ------- | ------------------ |
| Medalha de ouro   | 6    | Uwe Daßler           | GDR Alemanha Oriental  | 3:46.95 | Recorde mundial    |
| Medalha de prata  | 1    | Duncan Armstrong     | AUS Austrália          | 3:47.15 | Recorde da Oceania |
| Medalha de bronze | 3    | Artur Wojdat         | POL Polônia            | 3:47.34 | Recorde nacional   |
| 4                 | 8    | Matt Cetlinski       | USA Estados Unidos     | 3:48.09 |                    |
| 5                 | 4    | Mariusz Podkościelny | POL Polônia            | 3:48.59 |                    |
| 6                 | 5    | Stefan Pfeiffer      | FRG Alemanha Ocidental | 3:49.96 |                    |
| 7                 | 2    | Kevin Boyd           | GBR Grã-Bretanha       | 3:50.16 |                    |
| 8                 | 7    | Anders Holmertz      | SWE Suécia             | 3:51.04 |                    |